# Антуан Бюссі
Антуан Олександр Брутус Бюссі (англ. Antoine Alexandre Brutus Bussy; 29 травня 1794, Марсель — 1 лютого 1882, Париж) —  французький хімік і фармацевт.

## Біографія
Закінчив в 1813 році  Паризьку Політехнічну школу. Учень  П'єра Жана Робіке, який зробив великий вплив на його подальшу наукову кар'єру в галузі хімії та фармацевтії.
Почавши з аптекарського учня, в 1830 році був уже професором, а з 1834 року директором фармацевтичної школи в Парижі.
Читав лекції в Паризькій фармацевтичній школі з 1824 до 1874 рік.
У 1850 році був обраний членом  Академії наук Франції, в 1856 році став президентом  Паризької медичної академії і Паризької фармацевтичної компанії (1836 і 1868 рік).

## Наукова діяльність
У 1828 році першим в світі, незалежно від  Фрідріха Велера, виділив новий елемент берилій, впливаючи  калієм на безводний хлорид берилію. Після того як в 1809 році  Гемфрі Деві вдалося отримати шляхом електролізу невелику кількість  магнію, А. Бюссі в 1829 році отримав магнезію в досить великій кількості. Проводив також дослідження в області  органічних сполук. Саме він в 1833 році присвоїв назву ацетон цій  органічній речовині.